# Nyctibora tetrasticta
Nyctibora tetrasticta är en kackerlacksart som beskrevs av Morgan Hebard 1923. Nyctibora tetrasticta ingår i släktet Nyctibora och familjen småkackerlackor. Inga underarter finns listade i Catalogue of Life.